# Saxifraga cacuminum
Saxifraga cacuminum är en stenbräckeväxtart som beskrevs av H. Sm.. Saxifraga cacuminum ingår i Bräckesläktet som ingår i familjen stenbräckeväxter. Inga underarter finns listade i Catalogue of Life.